# Jornada Mundial da Juventude de 2023
A XXXVII Jornada Mundial da Juventude foi um evento religioso que decorreu na cidade de Lisboa e parte do município de Loures, em Portugal, do dia 1 de agosto de 2023 ao dia 6 do mesmo mês, sendo que eventos adjacentes, com a presença do Papa Francisco, também ocorreram noutros municípios da Grande Lisboa, como Oeiras, e no Santuário de Fátima. Tendo recebido mais de 1 milhão e meio de pessoas, tornou-se na quinta maior Jornada da Juventude de sempre, juntamente com Madrid, Espanha, e Częstochowa, Polónia (1991). Foi anunciada pelo Papa Francisco em 27 de janeiro de 2019, no final da missa que assinalou o final da XXXII Jornada Mundial da Juventude, no Panamá. Esta foi a 9.ª vez que a Jornada Mundial da Juventude se realizou na Europa, a 3.ª na Península Ibérica e a 2.ª num país lusófono. 
A jornada, que se deveria realizar em 2022, foi adiada para 2023 devido à pandemia de COVID-19. O evento realizou-se entre os dias 1 e 6 de agosto de 2023, e foi anunciado por Dom Manuel Clemente, Cardeal-patriarca de Lisboa, que também explicou que a intenção da data foi a de conciliar o melhor possível a agenda do Papa com as férias escolares, para que o máximo de peregrinos possam participar. O anúncio por comunicado por feito em 4 de outubro de 2021, propositalmente escolhido por ser o dia dedicado a São Francisco de Assis. As pré-jornadas foram organizadas em todas as dioceses portuguesas, a fim de preparar a juventude do país para a Jornada Mundial.
O Presidente da República Portuguesa, Marcelo Rebelo de Sousa, um conhecido católico devoto - que em janeiro de 2019 até protagonizou um vídeo viral onde comemorava a realização da JMJ em Portugal - declarou, durante a JMJ que aquele era, "no seu género, o maior acomtecimento da democracia portuguesa".
No dia 6 de agosto, pelas 8 horas da manhã, um padre sul-coreano, confirmou que o seu país irá receber a próxima Jornada Mundial da Juventude. O anúncio foi confirmado pelo Papa Francisco na missa final da Jornada.
| “ | Desejamos que todos conheçam a JMJ e se sintam convidados a participar. Mais do que estimar o número de participantes, nesta fase gostávamos* que a mensagem da jornada chegasse ao maior número de jovens possível. A JMJ é para todos. É um convite sempre renovado a uma experiência maior da fraternidade universal a que o Papa Francisco nos desafia e de que tanto necessitamos atualmente. | ” |
|   | — Nota do Comitê Organizador Local da JMJ 2023. |   |

## Cidade anfitriã

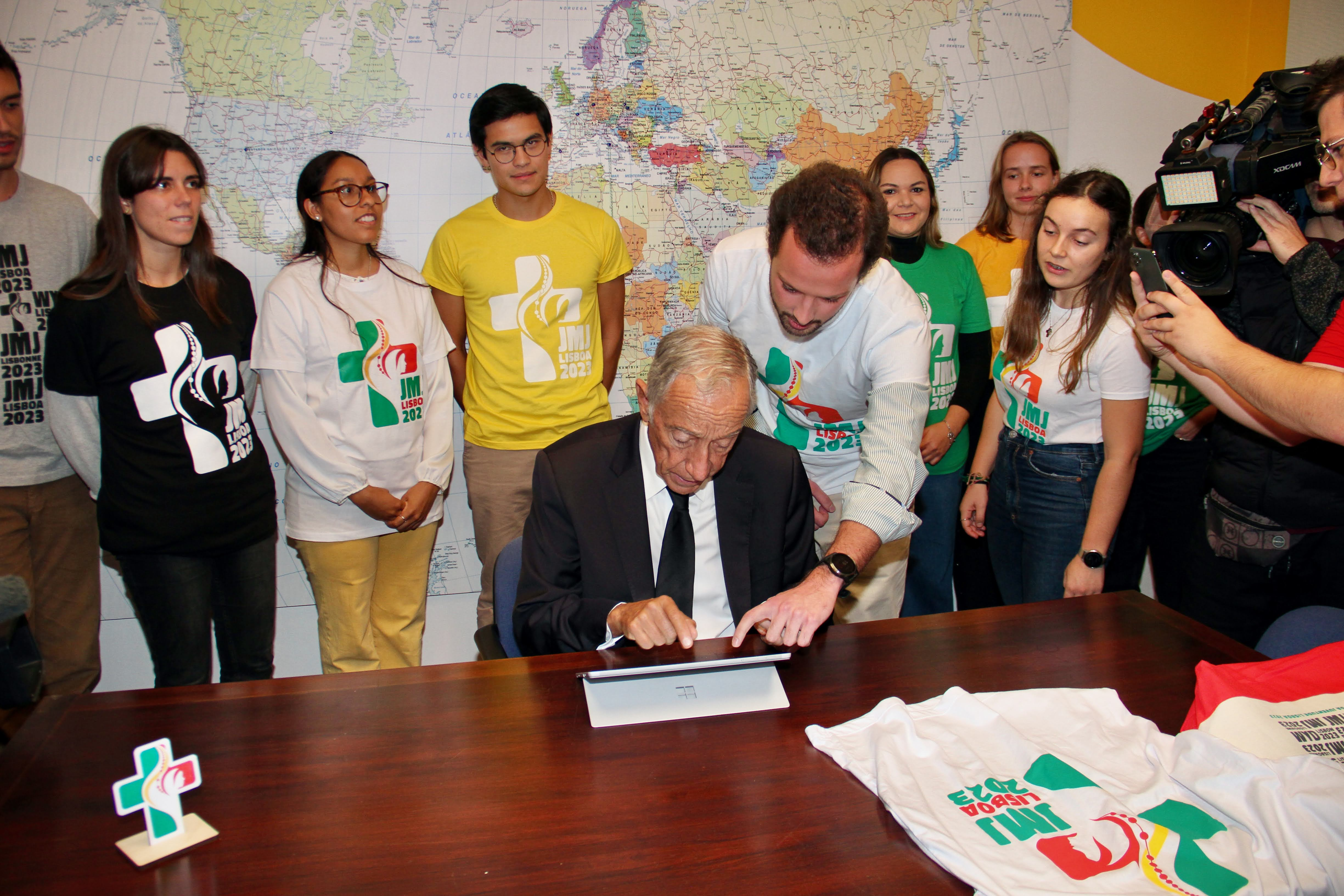
O Presidente da República Portuguesa, Marcelo Rebelo de Sousa, fazendo a sua inscrição como peregrino da JMJ 2023

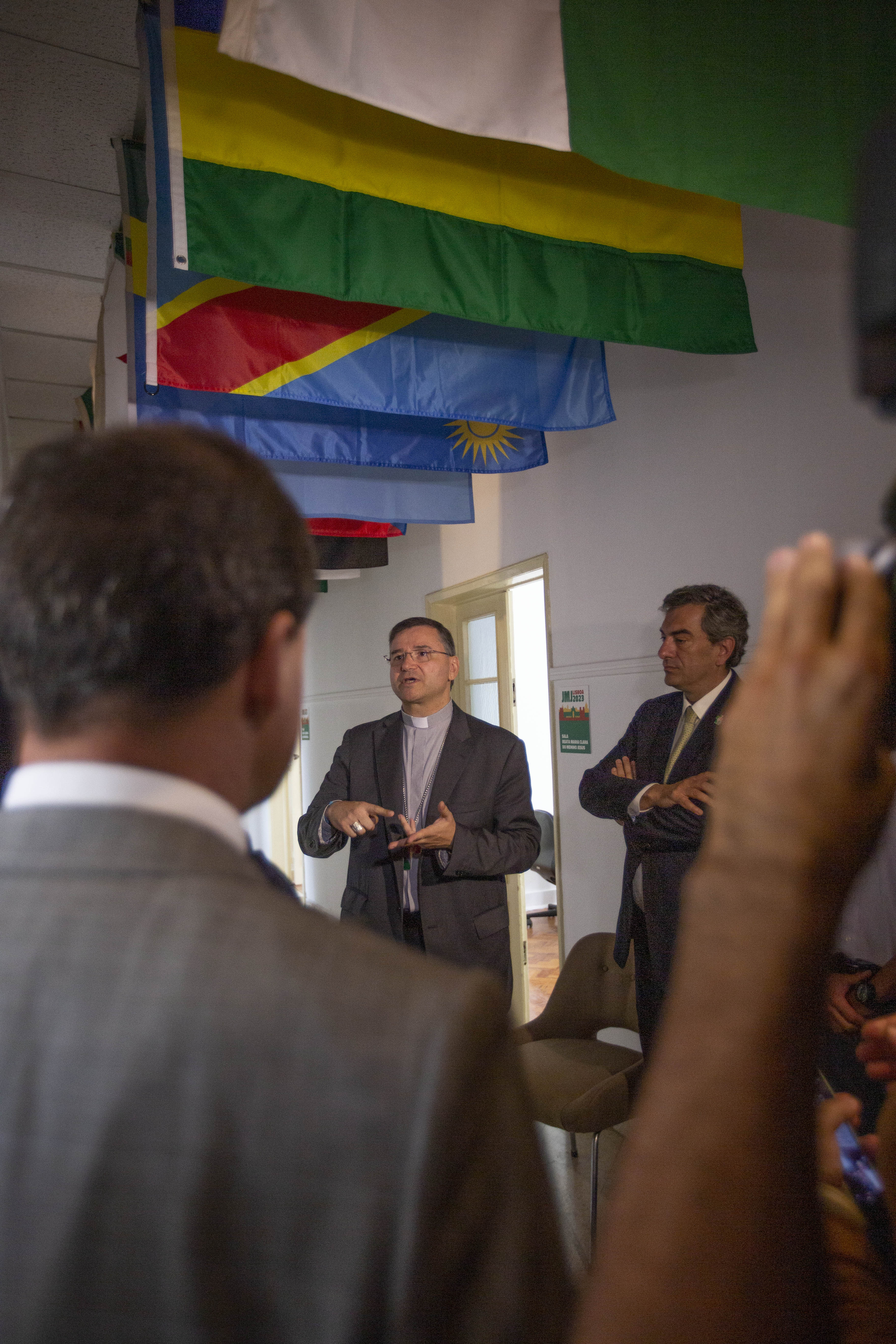
O bispo D. Américo Aguiar, Presidente da Fundação JMJ Lisboa 2023

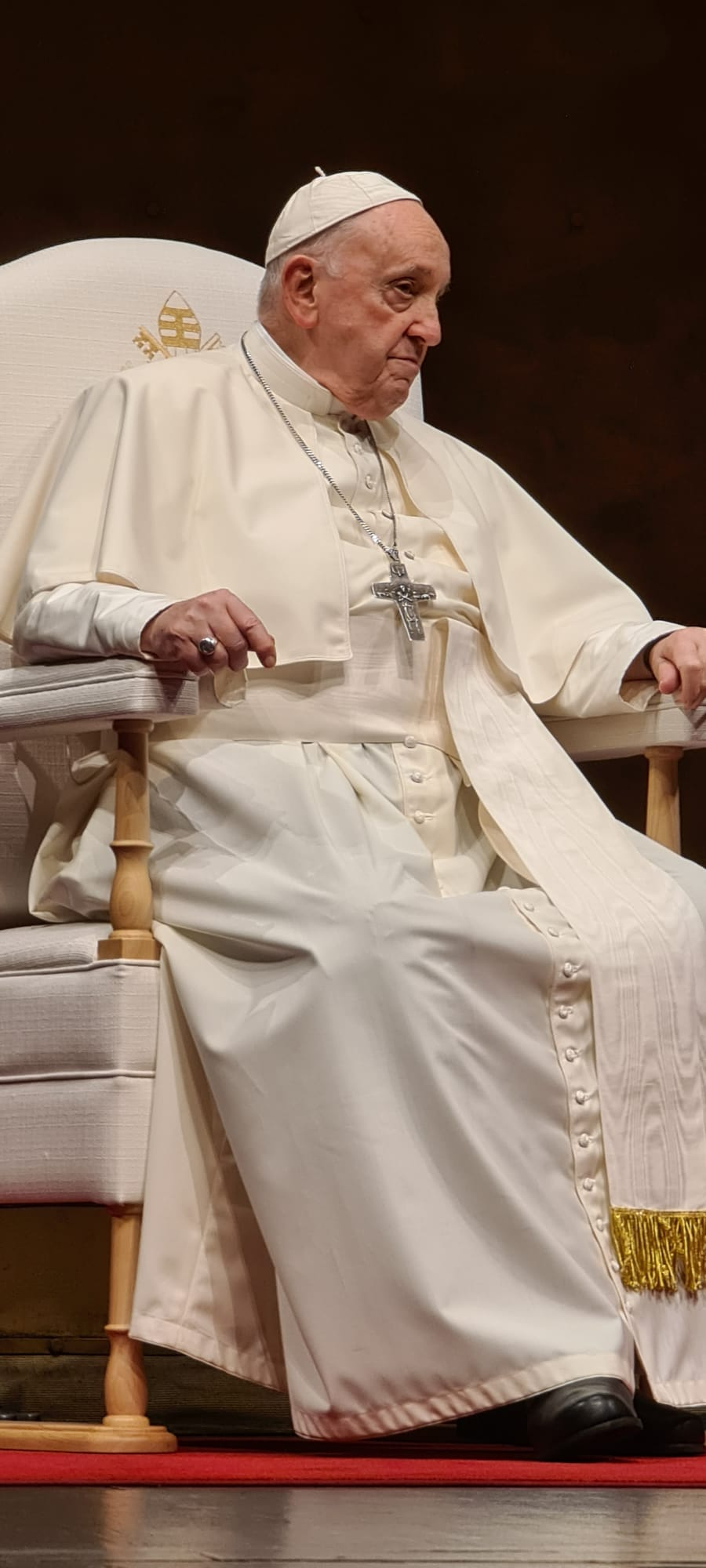
Papa Francisco em Lisboa a participar na JMJ 2023

Na celebração que marcou o encerramento da Jornada Mundial da Juventude de 2019, na Cidade do Panamá, na presença de milhares de jovens de todo o mundo, incluindo 300 jovens portugueses, estiveram, além do Cardeal-Patriarca de Lisboa, D. Manuel Clemente, o presidente da República Portuguesa, Marcelo Rebelo de Sousa, o secretário de Estado da Juventude e do Desporto, João Paulo Rebelo, em representação do Governo de Portugal, e o presidente da Câmara Municipal de Lisboa, Fernando Medina, além de embaixadores, seis bispos (das dioceses de Lisboa, Guarda, Coimbra, Braga e Bragança-Miranda) e vários sacerdotes. Em conferência de imprensa, o presidente da Conferência Episcopal Portuguesa (CEP) afirmou que espera receber entre 1 a 2 de milhões de jovens no verão de 2023 e adiantou que o local “mais que provável” para os eventos conclusivos da JMJ 2023 será a margem direita do rio Tejo, junto ao Mar da Palha, em Lisboa, e que evoca o Mar da Galileia por onde Jesus andou.
Embora o evento principal tenha decorrido junto ao Parque do Tejo, em Lisboa, foram esperadas peregrinações dos jovens participantes ao Santuário Nacional de Cristo Rei, em Almada, ao Santuário de Nossa Senhora de Fátima - que o Papa visitou no dia 6 de agosto -, na Cova da Iria, e, ainda, ao local do nascimento de Santo António de Lisboa.

### Mudança de data
No dia 20 de abril de 2020, o Vaticano anunciou a mudança da data inicialmente prevista para a Jornada, devido à pandemia de COVID-19. O COL (Comitê Organizador Local) acatou a decisão do Pontífice. O Encontro Mundial das Famílias, programado em Roma para junho de 2021, também acabou sendo adiado para junho de 2022 pelas mesmas razões. Em nota o Vaticano, dentre outras coisas, afirmou:
| “ | Devido à atual situação de saúde e suas consequências no movimento e agregação de jovens e famílias, o Santo Padre, juntamente com o Dicastério para Leigos, Família e Vida, decidiu adiar o próximo Encontro Mundial da Família por um ano, agendado para Roma, em junho de 2021, e a próxima Jornada Mundial da Juventude, agendada em Lisboa em agosto de 2022, respetivamente em junho de 2022 e agosto de 2023. | ” |
|   | — Nota do Vaticano sobre a mudança de data da JMJ 2022 para 2023. |   |

## Logotipo
O logotipo do evento foi revelado no dia 16 de outubro de 2020. A autora do logotipo é Beatriz Roque Antunes, uma jovem designer portuguesa de 24 anos. Estudou Design em Londres e atualmente trabalha numa agência de comunicação em Lisboa.

### Significados

#### Cruz
A Cruz de Jesus Cristo, sinal do amor infinito de Deus pela humanidade, é o elemento central, de onde tudo nasce.

#### Caminho
Tal como indica o relato da Visitação que dá tema à JMJ Lisboa 2023, a Virgem Maria parte, pondo-se a caminho para viver a vontade de Deus, e dispondo-se a servir a Sua prima Santa Isabel. Este movimento sublinha o convite feito aos jovens para renovarem ‘o vigor interior, os sonhos, o entusiasmo, a esperança e a generosidade’ (Christus Vivit, 20). A acompanhar o caminho surge, ainda, uma forma dinâmica que evoca o Espírito Santo.  

#### Terço
A opção pelo terço do Santo Rosário celebra a espiritualidade do povo português na sua devoção a Nossa Senhora de Fátima. Este é colocado no caminho para invocar a experiência de peregrinação que é tão marcante em Portugal.

#### Virgem Maria
A Virgem Maria foi desenhada jovem para representar a figura do Evangelho de São Lucas (Lc 1, 39) e potenciar uma maior identificação com os jovens. O desenho exprime a juvenilidade própria da sua idade, característica de quem ainda não foi mãe, mas carrega em si a Luz do mundo. Esta figura aparece levemente inclinada, para mostrar a atitude decidida da Virgem Maria.
Fonte: Vatican News

## Patronos e intercessores

### Patronos
| Alguns dos patronos da JMJ 2023: Don Bosco, Santo João Paulo II e Beato Pedro Jorge Frassati ") |
| Alguns dos patronos da JMJ 2023: Don Bosco, Santo João Paulo II e Beato Pedro Jorge Frassati ") |

Os patronos da Jornada Mundial da Juventude de 2023 são figuras católicas que, na sua juventude, deram passos decisivos no caminho da santidade:
- São João Paulo II (papa)
- São Don Bosco (sacerdote e fundador da Congregação Salesiana)
- São Vicente de Saragoça (diácono e mártir)
- Santo Antônio de Lisboa (frade franciscano e doutor da Igreja)
- São Bartolomeu dos Mártires (frade dominicano e arcebispo católico)
- San João de Brito (missionário jesuíta e mártir)

E o bem-aventurado:
- Beata Joana de Portugal e Coimbra (princesa portuguesa e freira dominicana)
- Beato João Fernandes (jovem jesuíta e mártir)
- Beata Maria Clara do Menino Jesus (fundadora da Congregação das Irmãs Franciscanas Hospitaleiras da Imaculada Conceição)
- Beato Pier Giorgio Frassati (jovem leigo)
- Beato Marcel Callo (jovem escoteiro e mártir)
- Beata Chiara Badano (jovem leiga do Movimento dos Focolares)
- Beato Carlo Acutis (jovem leigo)

### Devoção
A imagem n.º 1 da Virgem Peregrina de Fátima viajou, na madrugada de 21 de janeiro de 2019, até ao Panamá para estar presente na Jornada Mundial da Juventude de 2019 evocando a memória do cunho mariano que o Papa João Paulo II desejou imprimir quando idealizou a realização da primeira jornada. Dando continuidade a isso, na Jornada Mundial da Juventude de 2023, os jovens serão especialmente convidados a rezar e aprofundar a principal devoção recomendada nas aparições da Virgem Maria na Cova da Iria, em Fátima, especificamente a oração do Santo Rosário.

## Tema
A Jornada teve como tema "Maria levantou-Se e partiu apressadamente". (Lc 1,39).

## Estrutura
A organização da Jornada Mundial da Juventude corresponde ao Dicastério para os Leigos, a Família e a Vida. No momento do anúncio no Panamá da JMJ de Lisboa, o seu prefeito era o Cardeal Kevin Farrell, o secretário Mons. Gleison De Paula Souza. 

### Comitê Organizador Local
A preparação directa da Jornada Mundial da Juventude foi confiada à Comitê Organizador Local (COL), presidida pelo Patriarca de Lisboa, Cardeal Manuel Clemente, e contou com a participação dos bispos auxiliares Dom Américo Aguiar, no sector logístico-pastoral, e Dom Joaquim Mendes, na área pastoral.

## Sustentabilidade da Jornada Mundial da Juventude 2023
A sustentabilidade da Jornada Mundial da Juventude Lisboa 2023 foi dividida em 3 eixos principais: Sustentabilidade financeira, com utilização adequada de materiais e recursos; sustentabilidade social, trabalhando pela fraternidade universal; e sustentabilidade ambiental, cuidando e reduzindo o impacto do evento no meio ambiente.
No dia 22 de abril, Dia da Terra, a Comissão Organizadora local (COL), com o apoio da Câmara Municipal de Lisboa, Câmara Municipal de Loures, Electrão, ERP, EPAL, Lipor, Novo Verde, Sociedade Ponto Verde, SIMAR, Valorsul, Movimento Laudato Si', Corpo Nacional de Escutas, EFG, Associação de Limpeza Urbana, EGF - Environment Global Facilities e Grupo de Projeto para a JMJ Lisboa 2023 (Governo XXIII) publicaram um texto onde se comprometem a “fazer da sustentabilidade um objetivo central da Jornada Mundial da Juventude Lisboa 2023”. Estas entidades e organizações trabalharam com o LOC no desenvolvimento da estratégia para a sustentabilidade da JMJ Lisboa 2023.

### Plantação de árvores no mundo
A partir da encíclica do Papa Francisco Laudato si' na qual no seu Capítulo II ponto 95 afirma que “o meio ambiente é um bem coletivo, patrimônio de toda a humanidade e responsabilidade de todos” (LS 95),50 a Fundación Jornada Jornada Mundial da Juventude (JMJ) Lisboa 2023, em associação com a Global Tree Initiative, lançou um desafio global de plantação de árvores que teve como objetivo alertar sobre a importância da biodiversidade e das alterações climáticas para aumentar a consciencialização sobre os seus efeitos.
Antes do evento foram plantadas e dedicadas 17.980 árvores para a JMJ Lisboa 2023.

## Aplicação móvel oficial da JMJ Lisboa 2023

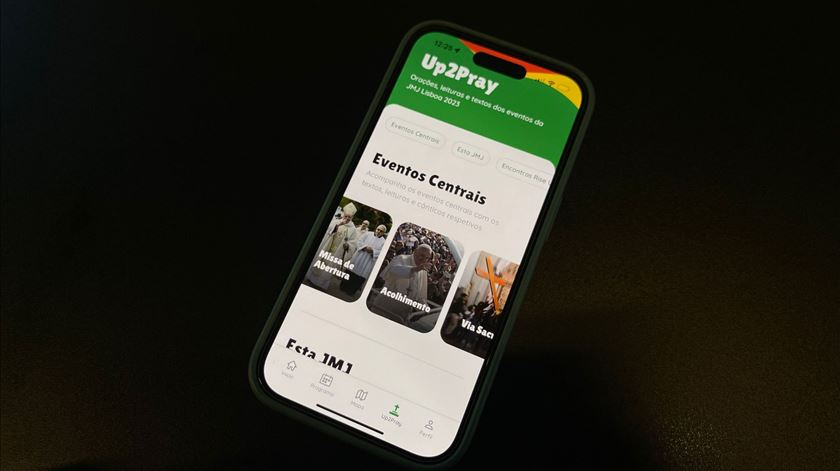
Fotografia da App JMJ Lisboa 2023

A aplicação móvel oficial da Jornada Mundial da Juventude Lisboa 2023, denominada "Lisboa 2023", foi uma ferramenta completa disponibilizada pelo MEO, parceiro tecnológico e fundador do evento. Desenvolvida pela Bliss Applications, a aplicação esteve disponível para download gratuito nas plataformas Android e iOS, oferecendo as suas funcionalidades nas cinco línguas oficiais do evento: português, inglês, francês, espanhol e italiano.

### Características da aplicação móvel
- Orientação e Logística: A aplicação foi concebida com o objetivo de prestar apoio aos participantes durante a semana do evento, facilitando a orientação e a logística. Incluía uma agenda com um calendário pormenorizado dos Eventos Centrais, Festival da Juventude, Cidade da Alegria e Encontros Rise Up em tempo real.[40]
- Mapa Interativo: Permitia aos utilizadores localizar os eventos, ver os locais e aceder a serviços de apoio como catering, bebedouros, casas de banho, postos de saúde e de polícia, entre outros.
- Conteúdo Espiritual: Através da funcionalidade Up2Pray, a aplicação oferecia acesso a leituras, canções, hinos e orações dos Eventos Centrais, proporcionando uma experiência espiritual completa.
- Sustentabilidade: Em linha com o compromisso da JMJ Lisboa 2023 com a sustentabilidade, o aplicativo contou com uma Calculadora de Pegada de Carbono, desenvolvida com o apoio da Novo Verde e da ERP Portugal.[41] Essa ferramenta permitiu que os peregrinos entendessem o impacto ambiental de sua participação por meio de um questionário.
- Registo e perfil de utilizador: Todos os participantes, peregrinos, voluntários, clérigos ou meios de comunicação social, tiveram de se registar na aplicação utilizando o código QR da credencial. Isto permitiu o acesso a um perfil de utilizador com informações relevantes sobre o evento.
- Comunicação eficiente: A aplicação serviu como meio de comunicação preferencial entre a organização e os participantes.[42]

## Impacto da JMJ em Portugal

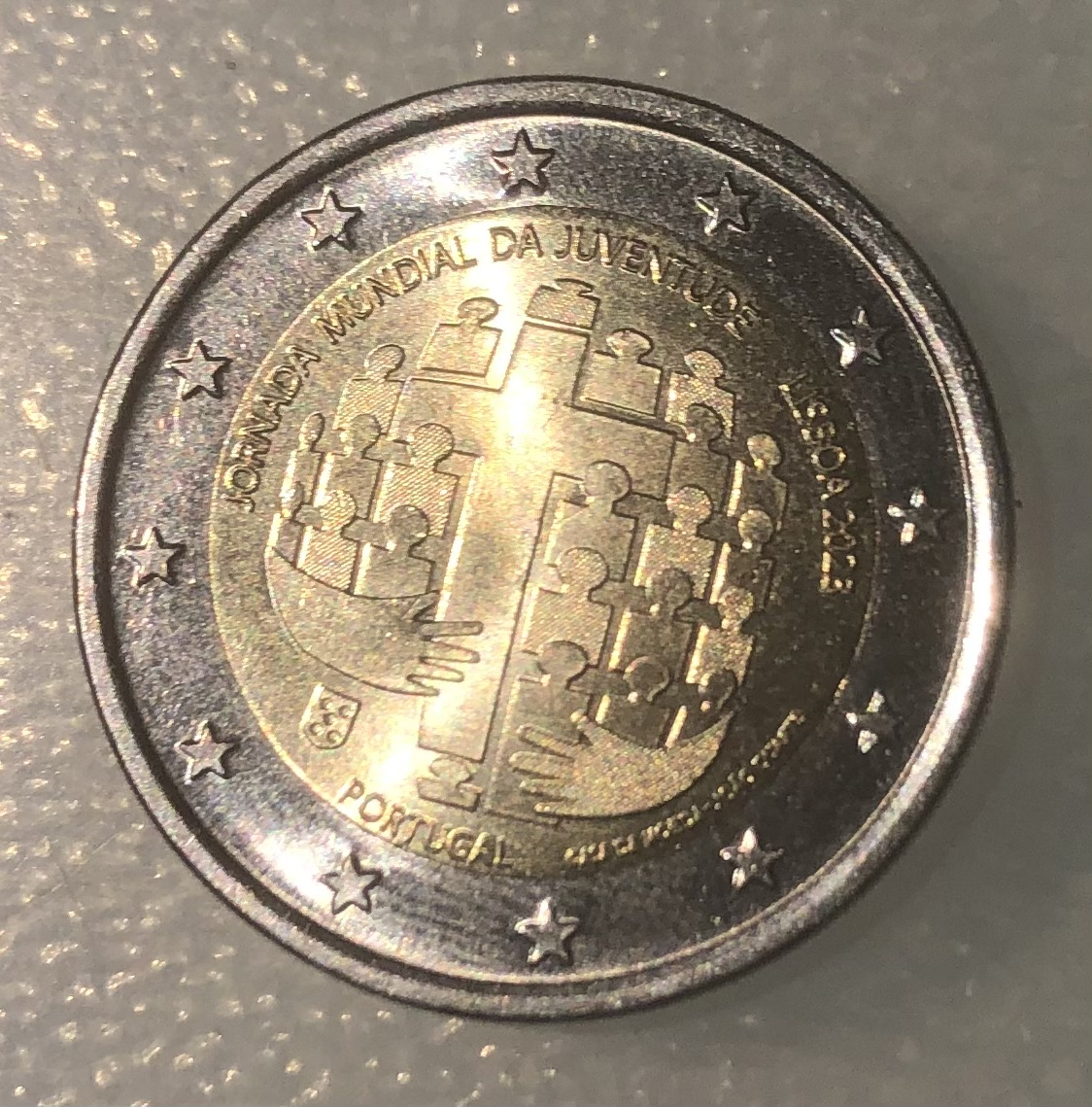
Moeda de edição limitada da JMJ feita em Portugal

A JMJ realizada em Lisboa revelou-se um evento significativo para Portugal do ponto de vista económico e reputacional, tendo fortalecido consideravelmente a “marca Portugal”. A consultora OnStrategy, especializada na avaliação financeira e estratégica de marcas, considerou que as dimensões de notoriedade, admiração, confiança, ambiente político, ambiente económico, ambiente social, valores, cultura, beleza e relevância internacional do país tiveram um impulso notável.
Em 2022, um relatório OnStrategy classificou Portugal como tendo uma força e reputação moderadas internamente (62,7 pontos) e vulnerável externamente (57,9 pontos). No entanto, espera-se que estes indicadores melhorem na próxima edição de 2023, graças à JMJ. Pedro Tavares comparou a influência da JMJ na reputação de Portugal com eventos anteriores, como a Exposição Mundial de 1998 e o Campeonato Europeu de Futebol de 2004, que também tiveram um impacto positivo na imagem do país.
Durante a JMJ, Portugal esteve no centro das atenções da imprensa internacional, com 40.733 notícias online sobre o evento, segundo dados da Cision. Países como Estados Unidos, Itália, Espanha, Alemanha, França, Brasil, Reino Unido, Argentina e a Coreia do Sul tiveram destaque na cobertura. Marta Bicho, diretora do IPAM Lisboa, sublinhou que graças à JMJ, pessoas de mais de 151 países aprenderam mais sobre Portugal, o que poderá influenciar futuras decisões turísticas.

## Custos e retorno financeiro
Segundo um estudo realizado pela PricewaterhouseCoopers (PwC), o evento teria um custo total de 161 milhões de euros (sendo 80 milhões financiados pela Igreja). A mesma multinacional de consultoria previu, no início de julho de 2023, que o evento teria um retorno de investimento entre 411 milhões e 564 milhões de euros (VAB), tendo ainda entre 811 milhões e 1100 milhões de impacto em termos de produção. Contudo, os dados do Banco de Portugal revelam uma retração da atividade económica, em particular do setor do turismo, durante o período do evento, uma vez que o fluxo turístico normal foi interrompido, tendo em consideração que muitos turistas evitaram o período do evento para visitar Lisboa, devido ao afluxo significativo de peregrinos. De acordo com dados do Banco de Portugal, os indicadores de dormidas em hotéis, consumo em restaurantes e compras de vestuário e calçado registaram uma evolução negativa logo a partir da segunda semana de julho e até ao final da Jornada Mundial da Juventude.
Estimativas de lucros anunciadas antes do evento colidiram com a perspetiva de alguns comerciantes lisboetas, alguns deles deram conta da ausência dos clientes habituais (incluindo moradores) e de turistas com o perfil habitual, que evitaram estes locais devido à enchente de pessoas na cidade e às alterações ao funcionamento da mesma que foram feitas, como cortes de trânsito, durante a semana do evento. No setor da restauração e bebidas, os peregrinos eram um tipo de cliente, segundo alguns empresários do setor, que consumia pouca cerveja e muitas águas, o que, tendo em consideração a ausência dos clientes habituais, não deu um impulso particular ao negócio, tendo este sido mesmo afetado pelas dificuldades de acesso dos fornecedores aos estabelecimentos, devido aos cortes de trânsito. Foram também registados cancelamentos de reservas, encerramento de restaurantes e quebras na faturação dos restaurantes que se mantiveram abertos, também devido à ausência do afluxo habitual de turistas. O regresso dos turistas habituais, após o fim do evento, impulsionou novamente o setor da restauração, depois do impacto negativo do evento no setor.
Por outro lado, durante o período da JMJ, notou-se o aumento de visitantes na cidade de Lisboa, os hotéis estavam lotados ou apresentavam taxas de ocupação elevadas, com quartos livres a preços superiores ao normal, o que gerou um mercado paralelo de aluguer de apartamentos. Em 2022, a taxa de ocupação das camas nos hotéis em Portugal nas mesmas datas atingiu uma média de 33,1%, durante a JMJ a taxa de ocupação atingiu uma taxa entre 89% e 91%, segundo um inquérito da Associação da Hotelaria de Portugal (AHP). A visita do Papa Francisco fez disparar a ocupação e os preços de alojamento na Lisboa, na sua área metropolitana e nos arredores do Santuário de Fátima.
Em março de 2024, na sequência da auditoria aos contratos públicos celebrados no âmbito da JMJ, o Tribunal de Contas revelou ter sido manifesta a falta de planeamento do evento e criticou o recurso ao ajuste direto como instrumento privilegiado da contratação pública, quando poderiam ter sido acautelados o interesse público e concorrência. O Tribunal de Contas criticou ainda a subcontratação de empresas sem habilitações legais para a construção do altar-palco, por parte da Mota-Engil, empresa a que foi adjudicada a construção da estrutura, e também o facto de apenas metade do valor investido pelo Estado no evento ter sido destinado a estruturas ou obras cuja utilidade suplanta o período do evento.

## Controvérsias e protestos
Esta edição do evento foi alvo de várias polémicas, como o facto de decorrer nos meses seguintes à revelação das conclusões da Comissão Independente para o Estudo dos Abusos Sexuais contra as Crianças na Igreja Católica portuguesa e a subsequente resposta da Igreja Católica portuguesa, vista por católicos e associações como insensível e/ou insuficiente; os custos do evento e o seu avultado financiamento pelo Estado, prevendo-se que custe 80 milhões de euros ao erário público (numa altura em que Portugal passa por uma grave crise habitacional, registando a maior taxa de inflação desde o início da década de 1990); os gastos relativos a contratos por ajuste direto por parte da Câmara Municipal e Lisboa e de outras autarquias portuguesas de várias partes do país (principalmente quatro municípios da Grande Lisboa: Loures, Oeiras, Cascais e Almada), sendo o exemplo mais mediático a construção do palco-altar feito de propósito para receber o Papa no Parque do Tejo, que contrasta com o financiamento em parte privado da edição de Madrid, em 2011; o desmontar do monumento ao 25 de abril de João Cutileiro no Parque Eduardo VII, onde o Papa também marcou presença; as greves por parte do pessoal médico e das forças públicas de segurança, assim como uma marcação de greve dos revisores da Comboios de Portugal que acabou por ser suspensa uma semana antes do evento; o simples empreendimento num evento de cariz religioso por parte do Estado português que, segundo a Constituição da República Portuguesa, é, na prática, laico, nomeadamente na pessoa do Presidente da República, Marcelo Rebelo De Sousa e do Presidente da Câmara Municipal de Lisboa, Carlos Moedas, que preside àquela autarquia desde 2021, que nas vésperas das Jornadas foi uma das pessoas que carregou uma cruz para o interior do edifício daquele organismo autárquico.
Em termos de protestos contra o evento, no dia 27 de julho de 2023, um dos últimos dias de preparação do Campo da Graça, o espaço do Parque Tejo dedicado ao evento, o artista plástico português Bordallo II estendeu uma “passadeira da vergonha”, composta por representações de notas de 500 euros, no palco-altar do Parque Tejo, numa crítica aos “milhões do dinheiro público” investidos nesta edição da Jornada Mundial da Juventude. Tendo em conta a facilidade com que esta ação foi levada a cabo, e devido à questão da segurança do espaço, o Sistema de Segurança Interna, um dos órgãos dos serviços secretos do Estado português, emitiu um comunicado no dia seguinte, 28 de julho. De igual modo, o Observatório de Segurança, Criminalidade Organizada e Terrorismo criticou a falta de segurança no espaço nesse dia. Tanto Carlos Moedas como o Ministro da Administração Interna português, José Luís Carneiro, disseram que não houve nenhuma falha de segurança. O Presidente da Câmara Municipal de Lisboa também reagiu ao protesto de Bordallo II ao gravar um vídeo em que satirizou o protesto, afirmando que ali todos eram bem-vindos, no mesmo local no dia 28 de julho. Além disso, um tweet viral apelidou Bordallo II de "hipócrita", "por acumular mais de 700 mil euros em ajustes diretos com entidades públicas desde 2019". Isto confirmado pela plataforma de verificação de factos Polígrafo, que corrigiu a data para abril de 2018.
No dia 2 de agosto, a Câmara Municipal de Oeiras removeu, sem fundamento legal e alegando que se tratava de «publicidade ilegal», um cartaz colocado num suporte em Algés, que chamava a atenção dos participantes no evento para as mais de 4800 crianças abusadas pela Igreja Católica em Portugal. Após protestos e acusações de censura e coerção do direito à liberdade de expressão, a Câmara Municipal de Oeiras repôs o cartaz num outro suporte em Algés no dia seguinte.
Também no dia 2 de agosto, um peregrino içou, como forma provocatória de demonstrar a hipocrisia da Igreja Católica relativamente à inclusão de todos, a bandeira trans no Parque Eduardo VII, onde decorria um dos eventos da Jornada, e foi censurado e criticado por outros peregrinos, que o acusaram de promoção ideológica. A organização da Jornada defendeu o peregrino que içava a bandeira.
No dia 3 de agosto, um grupo de fanáticos e religiosos ultraconservadores, com crucifixos de madeira e de metal, e com o propósito de efetuar uma «oração reparadora para os pecados mortais da ideologia LGBTQIA+», invadiu uma eucaristia organizada pelo Centro Arco-Íris - um evento que, apesar de ocorrer durante a JMJ, não estava estritamente relacionado com o evento -, na igreja da Ameixoeira, em Lisboa. A Polícia de Segurança Pública foi chamada pelo sacerdote que presidia à eucaristia e o grupo foi removido pelos agentes da PSP, incorrendo no crime de impedimento, perturbação ou ultraje a ato de culto. A eucaristia já tinha sido alterada de local devido a ameaças. O Ministério Público anunciou a abertura de inquérito aos factos.
No dia 4 de agosto - durante o evento -, centenas de pessoas participaram numa manifestação na Praça Martim Moniz, em Lisboa, intitulada "sem PAPAs na Língua", que pretendeu contestar os abusos perpetrados pela Igreja Católica, a sua influência sobre o poder secular no país e os elevados montantes investidos por organismos públicos portugueses no evento.
No dia 5 de agosto, cinco peregrinos LGBTQIA+, pertencentes ao Centro Arco-Íris, foram insultados, empurrados, apedrejados e viram as suas bandeiras LGBTQIA+ roubadas por um grupo de outros peregrinos, durante a vigília que decorreu na noite desse dia no Parque Tejo, em Lisboa. O grupo teve de ser escoltado para uma zona segura do recinto do Parque Tejo e pediu à organização da Jornada para reunir com grupos de católicos LGBTQIA+.